# Bazus
Bazus (em occitano:  Basús) é uma comuna francesa na região administrativa da Occitânia, no departamento do Alto Garona. Estende-se por uma área de 9.13 km², com 566 habitantes, segundo o censo de 2018, com uma densidade de 62 hab/km².